# Batalla del río Palo
La Batalla del río Palo, en Colombia (también llamada Batalla del El Palo), se desarrolló cerca del pueblo de Caloto, el 5 de julio de 1815 entre el ejército del sur de las Provincias Unidas de la Nueva Granada y el ejército real de Quito, que terminó con una importante victoria patriota. 
Tras el fracaso de la Campaña del Sur de Antonio Nariño en 1814 su segundo el coronel José María Cabal tomó el mando del ejército patriota que se retiró a Popayán. Poco después, Cabal ordenó la retirada al Valle del Cauca temiendo una contraofensiva realista. Los realistas lanzaron esta contraofensiva en diciembre de 1814, logrando recuperar a Popayán. 
Durante los próximos meses ambos bandos se preparaban para una nueva confrontación, con los realistas queriendo lanzar una ofensiva para invadir al Valle y el interior de la Nueva Granada que estaría al mando del teniente coronel Aparicio Vidaurrázaga. Mientras tanto, Cabal logró reorganizar el ejército patriota y fue ascendido a general de brigada con 1.200 tropas a su mando. Tenía también en su estado mayor oficiales como el coronel Carlos de Montúfar de Quito, y el coronel Manuel de Serviez oficial de caballería francés. 
El ejército patriota se situó en la orilla norte del río Palo y les prepararon a su enemigo la misma estrategia que le habían montado a ellos, la naturaleza en sus campañas sobre Pasto. Alejó a Vidaurrázaga en lo posible de Popayán, para ponerlo a gran distancia de esa capital y reducirle los abastecimientos, de idéntica manera a como hicieron los patianos con los patriotas en El Patía y Juanambú. Había aprendido la lección. Le envió como señuelo 300 hombres al mando del comandante patriota, teniente coronel Monsalve, para atraerle en sucesivos combates en retirada hasta el campo de Japio, donde los realistas emplazaron a gusto su campamento, a corta distancia de las orillas del río Palo. Allí los esperaba el ejército republicano. Todo el país y las tropas de las provincias quiteñas, acudieron al llamado del general Cabal, en su ejército estaban representadas casi todas las regiones granadinas y las provincias patriotas de Quito.
El combate empezó a las cinco de la mañana del 5 de julio. Duró dos horas y el enemigo desplegó bandera negra sinónimo de guerra a muerte donde no tomarían prisioneros ni habría indulto para los vencidos, así de envalentonados estaban los realistas después de derrotar a Nariño en el sur. Los patriotas respondieron con bandera del mismo color y acometieron a bayoneta calada y con caballería. Fue una de las más espectaculares batallas de la Independencia debido a la topografía del sitio por su paisaje y belleza del entorno que dieron posteriormente inigualable material para los pintores del arte bélico.
La derrota de las fuerzas realistas fue contundente y el triunfo de los patriotas espectacular, donde el sentido práctico de los general José María Cabal y los Montúfar y Serviez que era el Maestre General del Ejército, pusieron de manifiesto sus dotes militares, que les dieron el honor para inscribir su nombre al lado de los próceres de Hispanoamérica.
Los realistas tuvieron 300 soldados y 15 oficiales muertos, entre ellos el mayor general Francisco Soriano y el comandante del Patía, Joaquín de Paz; 8 oficiales y 350 soldados prisioneros; 67 heridos, abundante material de guerra incautado, numerosas toldas y hasta altares religiosos de campaña. Todo lo perdió el enemigo. Las pérdidas patriotas consistieron en 2 oficiales y 47 soldados muertos, más 9 oficiales y 112 soldados heridos. Fue un triunfo brillante que hizo respirar al territorio sureño de la Nueva Granada. Manuel de Serviez, persiguió a Vidaurrázaga hasta más al sur de Popayán, cobrando el pago de la bandera negra en igual moneda.
La victoria republicana permitió la pacificación del Cauca por un año, dejándolo en poder patriota hasta la Reconquista.

## Antecedentes
Con la derrota del ejército patriota a las puertas de Pasto en la batalla de los ejidos de Pasto y con el teniente general Antonio Nariño capturado por los realistas, la campaña del sur de 1814, terminó en fracaso. Los restos del ejército patriota se vieron obligados a retirarse hacia Popayán, y poco después, replegarse al Valle del Cauca. Con los patriotas en plena retirada, y con el regreso del rey Fernando VII al trono en España, la situación parecía favorable para una ofensiva realista, por lo que Toribio Montes, capitán general de Quito, comenzó planes para una ofensiva para reconquistar el antiguo Virreinato de Nueva Granada. 
La primera decisión que tomó Montes fue la destitución del Mariscal de CampoMelchor Aymerich de su cargo como comandante del ejército y gobernador de Popayán, ya que su relación con Aymerich se había vuelto tensa durante la campaña de Nariño. Montes lo reemplazó por el poco experimentado pero motivado teniente coronel de milicias Aparicio de Vidaurrazaga, el 6 de diciembre de 1814, Vidaurrazaga partió con el ejército realista de Pasto y capturó a Popayán el 29 de diciembre con 550 hombres. Al llegar a Popayán, solicitó  más tropas a Montes y envió unidades al norte de Popayán.
Mientras tanto, el ejército patriota, conocido como el ejército del sur, se había retirado al norte de Popayán al valle del Cauca, con Nariño prisionero asumió el mando del ejército del sur su segundo el coronel José María Cabal. Durante los próximos meses Cabal sometió al ejército a un intenso proceso de reorganización, que consistía en el entrenamiento de las tropas con énfasis en la preparación física que consistía en largas marchas a doble tiempo durante 2 horas cada día a partir de las 5 de la mañana. Cabal también decidió cambiar la doctrina y manual de armas español y adoptó el francés, que fue traducido con la ayuda  del capitánLiborio Mejía comandante del batallón Antioquía. El gobierno republicano en Santa Fe de Bogotá aprobó estos métodos y, como tal, ascendió al coronel Cabal  a general de brigada, sin embargo, a pesar de estos esfuerzos,  problemas como la deserción, siguieron siendo un problema grave para los patriotas. Para 1815, el ejército del sur tenía a su disposición unos 1.200 soldados compuestos por 5 batallones de infantería:
· Batallón Cundinamarca
· Batallón Socorro
· Batallón del Cauca
· Batallón de Antioquia
· Batallón Popayán
De esos 1.200 unos 160 hombres figuraban como caballería, compuestos por el escuadrón de Veteranos y el escuadrón voluntarios de Buga. El ejército también tenía a su disposición  un parque de artillería dos cañones a 4 y dos cañones ligeros falconetes. El gobierno de la unión también envió a 3 distinguidos oficiales para asistir a Cabal, siendo ellos el coronel Carlos de Montúfar de origen quiteño y el coronel francés Manuel Roergas de Serviez y el capitán de caballería francés Honorato Dufour. La llegada de Dofour fue bienvenida, ya que se le consideraba el mejor oficial de caballería del ejército, mientras que la llegada de Serviez no tanto, aunque la Cabal reconoció que era un oficial extremadamente competente y disciplinado, era un individuo difícil con quien trabajar y arrogante.

## Batalla
Vidaurrázaga, queriendo continuar su ofensiva, solicitó permiso a Montes en Quito para continuar operaciones y recibió su aprobación, antes de partir recibió una carta con órdenes reservadas de Montes, donde el capitán general le ordenó que "a ningún oficial que sea hallado con tropa armada o que haga resistencia se le debe dar cuartel, y de ningún modo a los jefes o comandantes de Cuerpos o Divisiones."
Luego desplegó su vanguardia, bajo el mando del capitán Mariano Cucalón, que tenía consigo 616 tropas junto con dos piezas de artillería a 4. La vanguardia pronto ocupó la ciudad de Piendamó y sus alrededores al norte, y luego tomó la ciudad de Tunia, llegando finalmente a las cercanías de Ovejas, donde había una posición avanzada de tropas patriotas. La retaguardia realista, compuesta por 400 hombres, con dos cañones de 4 libras, comenzó su marcha el 21 de junio, finalmente salió Vidaurrázaga de Popayán el 24.

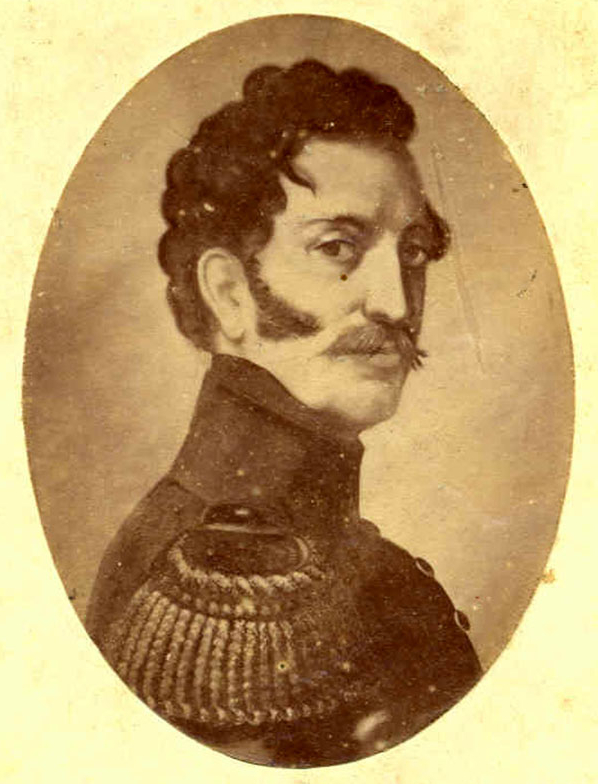
General de brigada José María Cabal, comandante del ejército del sur de las Provincias Unidas de la Nueva Granada

El plan de ataque de los realistas consistía en marchar hacia el valle del Cauca, mientras que el teniente coronel Delgado y los gobernadores de Iscuandé y Micay, Illera y Valverde, marcharon sobre las tropas patriotas de Dagua para tomar el resto de la provincia, y atraer la atención del Ejército del Sur y así hacer un rápido progreso en su ofensiva.
En Ovejas, los patriotas habían colocado una fuerza avanzada compuesta por tropas del batallón Socorro, allí se enfrentaron a los realistas, después de algunas horas de combate se replegaron a la próxima línea de defensa. Cabal había ideado un plan si los realistas atacaban por el paso de Ovejas, este consistía en líneas defensivas consecutivas que estaban destinadas a ralentizar a su enemigo y causar el mayor daño posible y luego los llevarían a una posición fortificada cerca del río Palo al norte de la ciudad de Caloto. Vidaurrázaga al ver a los patriotas retirarse y no conociendo el plan de defensa del enemigo, pensó que su retirada significaba que los había derrotado militarmente y siguió su avance.
Las fuerzas patriotas habían organizado su posiciones en el campo de batalla de la siguiente manera: se colocaron unidades avanzadas en la orilla derecha del río, luego, a corta distancia, una línea de fortificaciones defendidas por tropas y más atrás en el campo de batalla, una llanura, en la que tenían que formar los batallones para enfrentarse al enemigo.
El batallón Popayán defendía con unos 83 soldados los escalones más occidentales, conocidos como Pilamus. El día de la batalla, los puestos de avanzada estaban formados por los batallones, Popayán, a la izquierda, y Cazadores del Cauca, a la derecha, que estaban apoyados por 80 jinetes de caballería. Probablemente, fuera de la artillería que participó en la batalla, había algunas otras piezas en las fortificaciones porque a la medianoche, del 4 y el 5 de julio, un cañón de 4 libras llegó al campo de Palo.
Posiblemente el campamento detrás de las fortificaciones estaba organizado en el mismo orden en el que los patriotas habían estado entrenando para el combate, con el batallón Cundinamarca a la izquierda, Socorro en el centro y Antioquía en el flanco derecho.
Los realistas llegaron cerca a las posiciones de los Patriotas el 4 de julio y acamparon en la orilla izquierda del río Palo, luego realizaron un estudio de reconocimiento detallado de las posiciones de los Patriotas. Vidaurrázaga luego envió a 2 hombres a río abajo para buscar algún cruce donde todo el ejército pudiera cruzar y atacar a los patriotas al tiempo que evitaban sus fortificaciones, informaron a su comandante que habían encontrado uno cerca de un camino llamado Platanal que atravesaba una pequeña montaña, que conducía a un vado del río que permitía un cruce con muy poco riesgo.
Con esta información, Vidaurrázaga reunió todo sus oficiales en la noche del 4 de julio para planificar su estrategia. Esta estrategia consistiría en colocar a la cuarta compañía de Patía frente al enemigo para llamar su atención, mientras que las divisiones de vanguardia y retaguardia realistas llevarían a cabo un movimiento de flanqueo a la izquierda. Estas dos divisiones también tendrían a su disposición 4 piezas de artillería, algo que no fue detectado por los patriotas.
Al mismo tiempo que los realistas planeaban su ataque, también lo hacían sus homólogos patriotas, su plan de defensa, esa misma noche Cabal se reunió con todos sus oficiales. El coronel Sérviez sugirió mover las tropas más hacia el occidente, sin embargo, Cabal hizo caso omiso a esta sugerencia teniendo en cuenta que el área actual era favorable para el ejército patriota con la mayoría de los otros oficiales de acuerdo con estas afirmaciones.
Los realistas comenzaron su ataque alrededor de las 5 de la mañana del 5 de julio, y comenzaron el combate con la unidad de puesto de avanzada Patriota, que intercambió disparos con el enemigo y posteriormente se retiró a la línea de defensa principal, lo que le permitió a los realistas cruzar el río. El resto de la fuerza patriotas, que habían estado esperando el ataque al saber dónde ocurriría el ataque principal, se formó a través de comandos de tambor a paso redoblado. Los realistas lanzaron sus ataques de manera desordenada, mientras que los patriotas se defendían mientras se retiraban de manera ordenada y disciplinada como establecía su plan de defensa Las unidades patriotas avanzadas posicionadas en trincheras mantuvieron un fuego vivo sobre los realistas, lo que le permitió que más unidades tuvieran tiempo adicional para formarse, los españoles continuaron avanzando hasta que llegaron al alcance de los mosquetes. En ese momento, un escuadrón de caballería patriota bajo el mando del capitán Solís los atacó, la carga fue valiente, pero Solís murió en la acción cerca de un cañón español.
El general Cabal comandaba directamente la batalla. En sus observaciones Cabal consideró más favorable para el resultado, que el ala derecha se retirara a la altura, donde se encontraban los cuarteles de suministros, ordenó a su asistente que comunicara esta instrucción al Cuartel Maestre. Y cuando vio que Serviez había hecho arreglos para que el teniente coronel Pedro Monsalve avanzara a la izquierda del ala derecha con 50 hombres del batallón de Cauca, agregados a su batallón, para la retirada de los puestos avanzados, de tal manera que la unidad estaba entre los fuegos enemigos y los de su propia artillería, ordenó la retirada inmediata de este batallón. Mientras tanto el comandante Realista, que estaba mal informado sobre el carácter de las tropas enemigas, se sorprendió cuando vio los movimientos de las unidades patriotas y la disciplina de sus formaciones. Incluso los elogió, escribiendo que: "Los oponentes esperan, hacen sus fuegos y se retiran de los nuestros, en el momento en que observé que se formaron cinco columnas enemigas que formaban fuerzas más grandes de las que se habían considerado en todo momento"
En vista de la situación opuesta de la organización y disciplina de su ejército en comparación con la de los patriotas, y apreciando desde la distancia las unidades que iban a interrumpir su ataque desorganizado en una posición preparada para la defensa, Vidaurrázaga envió apresuradamente su ayudante de campo, José Jaramillo, para informar a los comandantes de la división que detuvieron el movimiento, se formaron en batalla, con las cuatro piezas de artillería en el frente, y apreciaron las intenciones del enemigo. Pero viendo que su orden no se cumplía, y más bien, la desorganización era cada vez mayor y que las voces de los comandantes eran solo de avance, sin tomar un entrenamiento adecuado, ni disposiciones propicias para el éxito, envió a otro de sus asistentes, Miguel Puente, para reunirse sobre el cumplimiento de la orden.
Mientras tanto, Vidaurrázaga, ordenó personalmente el ataque de la cuarta compañía de Patía desde el frente, en el sector del puente, donde se encuentra el paso principal del río. El ataque de los Patianos, bajo las órdenes del Capitán Comandante Joaquín de Paz, fue enfrentado por el batallón Popayán, que, ubicado en un puesto de avanzada en la orilla del río, se retiró de manera ordenada. Las fuerzas patriotas, a través de un extraordinario ataque de caballería, lograron batir el ataque realista en su flanco derecho. El coronel Montúfar, que comandó todo el sector a la derecha de la artillería, atacó con el batallón Antioquia, la unidad más distinguida en la acción, y en un gesto heroico arrebató la bandera del batallón Cundinamarca de su portador estándar, mientras el Batallón Cundinamarca cargaba al enemigo.
La batalla del río Palo fue decidida por un ataque simultáneo a bayoneta de las divisiones patriotas que bajo el mando de Cabal, en el ala izquierda, Serviez, en el centro con la artillería, y Montúfar, desde la derecha, dio un golpe mortal a los realistas, este ataque también fue apoyado por el preciso fuego de artillería que causaron estragos en los realistas. El alférez José María Espinosa, abanderado de la compañía de granaderos del Batallón Cundinamarca, escribió sobre este ataque: "Llegó por fin la hora de la pelea con el ejército enemigo. Al toque de marcha avanzámos divididos en tres columnas, quedando la caballería al pié de una loma para aguardar su turno. Se rompió el fuego de una y otra parte por hileras, y á poco se hizo tan general y tan vivo que ensordecia, á lo cual se agregaban el incesante tocar de las bandas y tambores. Como no corria viento, la inmensa masa de humo se habia aplanado y no podíamos vernos unos á otros; yo avanzaba siempre, pero sin saber si me acompañaba mi gente; y en medio de esta confusion sentia silbar las balas por sobre mi cabeza, y muchas veces el ruido que hacian al rasgar la bandera, la cual acabó de volverse trizas aquel dia. Varias veces tropecé con los cadáveres y heridos que estaban tendidos en el suelo,     " También escribió  “Fue tal el ímpetu con que acometió nuestra gente, y el ánimo y ardor con que peleó, que en poco tiempo quedaron arrollados y deshechos los batallones realistas, operación que vino á completar muy oportunamente la caballería, al mando del francés Dufaure."  Fue tan intenso el combate que el coronel Serviez lideró la carga personalmente a pie ya que su caballo había muerto por el fuego enemigo.
A las ocho y media de la mañana, el ejército español se encontraba derrotado y en la mayoría de sus unidades hubo un intenso pánico. Sin embargo, algunas unidades comenzaron su retirada de manera ordenada hasta que fueron alcanzadas por las tropas republicanas que estaban en su persecución.

## Consecuencias
A las once y media de la mañana el general Cabal se encontraba en el Alto de Cascabel, desde donde envió el siguiente parte al gobernador de la provincia don Francisco Cabal: "Las armas de la patria han triunfado. Hoy a las cinco de la mañana el enemigo nos presentó acción con mucha intrepidez, habiendo pasado el río por los pasos de abajo. Nuestros oficiales y soldados se han portado como republicanos. Tenemos que llorar la pérdida de algunos valientes cuyo número ignoro todavía." Los realistas tuvieron 300 soldados y 15 oficiales muertos, entre ellos el mayor general Francisco Soriano y el comandante del Patía, Joaquín de Paz; 8 oficiales y 350 soldados prisioneros; 67 heridos, abundante material de guerra incautado, numerosas toldas y hasta altares religiosos de campaña. Todo lo perdió el enemigo. Las pérdidas patriotas consistieron en 2 oficiales y 47 soldados muertos, más 9 oficiales y 112 soldados heridos. Fue un triunfo brillante que hizo respirar al territorio sureño de la Nueva Granada. El coronel Serviez, con unos 300 hombres persiguió a Vidaurrázaga hasta más al sur de Popayán.
José María Caballero anotó en su diario que la noticia de la victoria del general Cabal en El Palo llegó a Santa Fe el 18 de julio, también añadió "cogieron 600 fusiles, 400 prisioneros, con 300 muertos. Vaya! Esto si es bueno.
La victoria republicana permitió la pacificación del Cauca por un año, dejándolo en poder patriota hasta la Reconquista.